# Friidrott vid olympiska sommarspelen 1996
Friidrottstävlingarna vid de olympiska sommarspelen 1996 bestod av 44 grenar, 24 för män och 20 för kvinnor, och hölls mellan 26 juli och 3 augusti 1996 på Centennial Olympic Stadium i Atlanta, USA. Antalet deltagare var 2 057 tävlande från 190 länder.

## Medaljfördelning
| Medaljfördelning |                     |      |        |       |        |
| Placering        | Nation              | Guld | Silver | Brons | Totalt |
| 1                | USA                 | 13   | 5      | 5     | 23     |
| 2                | Ryssland            | 3    | 6      | 1     | 10     |
| 3                | Tyskland            | 3    | 1      | 3     | 7      |
| 4                | Frankrike           | 3    | 0      | 1     | 4      |
| 5                | Etiopien            | 2    | 0      | 1     | 3      |
| 6                | Kanada              | 2    | 0      | 0     | 2      |
| 7                | Kenya               | 1    | 4      | 3     | 8      |
| 8                | Jamaica             | 1    | 3      | 2     | 6      |
| 9                | Kina                | 1    | 2      | 1     | 4      |
| 10               | Nigeria             | 1    | 1      | 2     | 4      |
| 11               | Polen               | 1    | 1      | 0     | 2      |
| 11               | Sydafrika           | 1    | 1      | 0     | 2      |
| 13               | Ukraina             | 1    | 0      | 3     | 4      |
| 14               | Tjeckien            | 1    | 0      | 2     | 3      |
| 15               | Finland             | 1    | 0      | 1     | 2      |
| 15               | Norge               | 1    | 0      | 1     | 2      |
| 17               | Algeriet            | 1    | 0      | 0     | 1      |
| 17               | Bulgarien           | 1    | 0      | 0     | 1      |
| 17               | Burundi             | 1    | 0      | 0     | 1      |
| 17               | Ecuador             | 1    | 0      | 0     | 1      |
| 17               | Portugal            | 1    | 0      | 0     | 1      |
| 17               | Sverige             | 1    | 0      | 0     | 1      |
| 17               | Syrien              | 1    | 0      | 0     | 1      |
| 17               | Ungern              | 1    | 0      | 0     | 1      |
| 25               | Storbritannien      | 0    | 4      | 2     | 6      |
| 26               | Italien             | 0    | 2      | 2     | 4      |
| 26               | Vitryssland         | 0    | 2      | 2     | 4      |
| 28               | Australien          | 0    | 2      | 0     | 2      |
| 28               | Namibia             | 0    | 2      | 0     | 2      |
| 30               | Kuba                | 0    | 1      | 1     | 2      |
| 30               | Spanien             | 0    | 1      | 1     | 2      |
| 32               | Bahamas             | 0    | 1      | 0     | 1      |
| 32               | Grekland            | 0    | 1      | 0     | 1      |
| 32               | Rumänien            | 0    | 1      | 0     | 1      |
| 32               | Slovenien           | 0    | 1      | 0     | 1      |
| 32               | Sydkorea            | 0    | 1      | 0     | 1      |
| 32               | Zambia              | 0    | 1      | 0     | 1      |
| 38               | Marocko             | 0    | 0      | 2     | 2      |
| 38               | Trinidad och Tobago | 0    | 0      | 2     | 2      |
| 40               | Brasilien           | 0    | 0      | 1     | 1      |
| 40               | Japan               | 0    | 0      | 1     | 1      |
| 40               | Mexiko              | 0    | 0      | 1     | 1      |
| 40               | Moçambique          | 0    | 0      | 1     | 1      |
| 40               | Uganda              | 0    | 0      | 1     | 1      |
| 40               | Österrike           | 0    | 0      | 1     | 1      |

## Medaljörer

### Herrar
| Gren                              | Guld                                                                                       | Guld          | Silver | Silver      | Brons | Brons       |
| 100 meter Detaljer...             | Donovan Bailey · Kanada                                                                    | 9,84 (VR)     | Frankie Fredericks · Namibia                                                                                 | 9,89        | Ato Boldon · Trinidad och Tobago                                                                              | 9,90        |
| 200 meter Detaljer...             | Michael Johnson · USA                                                                      | 19,32 (VR)    | Frankie Fredericks · Namibia                                                                                 | 19,68 PB    | Ato Boldon · Trinidad och Tobago                                                                              | 19,80       |
| 400 meter Detaljer...             | Michael Johnson · USA                                                                      | 43,49 (OR)    | Roger Black · Storbritannien                                                                                 | 44,41       | Davis Kamoga · Uganda                                                                                         | 44,53       |
| 800 meter Detaljer...             | Vebjørn Rodal · Norge                                                                      | 1.42,58 (OR)  | Hezekiél Sepeng · Sydafrika                                                                                  | 1.42,74     | Fred Onyancha · Kenya                                                                                         | 1.42,79     |
| 1 500 meter Detaljer...           | Noureddine Morceli · Algeriet                                                              | 3.35,78       | Fermín Cacho · Spanien                                                                                       | 3.36,40     | Stephen Kipkorir · Kenya                                                                                      | 3.36,72     |
| 5 000 meter Detaljer...           | Vénuste Niyongabo · Burundi                                                                | 13.07,96      | Paul Bitok · Kenya                                                                                           | 13.08,16    | Khalid Boulami · Marocko                                                                                      | 13.08,37    |
| 10 000 meter Detaljer...          | Haile Gebrselassie · Etiopien                                                              | 27.07,34 (OR) | Paul Tergat · Kenya                                                                                          | 27.08,17    | Salah Hissou · Marocko                                                                                        | 27.28,59    |
| Maraton Detaljer...               | Josia Thugwane · Sydafrika                                                                 | 2:12.36       | Lee Bong-Ju · Sydkorea                                                                                       | 2:12.39     | Erick Wainaina · Kenya                                                                                        | 2:12.44     |
| 110 meter häck Detaljer...        | Allen Johnson · USA                                                                        | 12,95 (OR)    | Mark Crear · USA                                                                                             | 13,09       | Florian Schwarthoff · Tyskland                                                                                | 13,17       |
| 400 meter häck Detaljer...        | Derrick Adkins · USA                                                                       | 47,54         | Samuel Matete · Zambia                                                                                       | 47,78       | Calvin Davis · USA                                                                                            | 47,96       |
| 3 000 meter hinder Detaljer...    | Joseph Keter · Kenya                                                                       | 8.07,12       | Moses Kiptanui · Kenya                                                                                       | 8.08,33     | Alessandro Lambruschini · Italien                                                                             | 8.11,28     |
| 4 x 100 meter stafett Detaljer... | Kanada · Robert Esmie · Glenroy Gilbert · Bruny Surin · Donovan Bailey · Carlton Chambers* | 37,69         | USA · Jon Drummond · Tim Harden · Michael Marsh · Dennis Mitchell · Tim Montgomery*                          | 38,05       | Brasilien · Arnaldo da Silva · Robson da Silva · Édson Ribeiro · André Domingos da Silva                      | 38,41       |
| 4 x 400 meter stafett Detaljer... | USA · LaMont Smith · Alvin Harrison · Derek Mills · Anthuan Maybank · Jason Rouser*        | 2.55,99       | Storbritannien · Iwan Thomas · Jamie Baulch · Mark Richardson · Roger Black · Mark Hylton* · Du'aine Ladejo* | 2.56,60     | Jamaica · Michael McDonald · Greg Haughton · Roxbert Martin · Davian Clarke · Dennis Blake* · Garth Robinson* | 2.59,42     |
| 20 kilometer gång Detaljer...     | Jefferson Pérez · Ecuador                                                                  | 1:20.07       | Ilja Markov · Ryssland                                                                                       | 1:20.16     | Bernardo Segura · Mexiko                                                                                      | 1:20.23     |
| 50 kilometer gång Detaljer...     | Robert Korzeniowski · Polen                                                                | 3:43.30       | Michail Sjtjennikov · Ryssland                                                                               | 3:43.36     | Valentí Massana · Spanien                                                                                     | 3:44.19     |
| Längdhopp Detaljer...             | Carl Lewis · USA                                                                           | 8,50 m        | James Beckford · Jamaica                                                                                     | 8,29 m      | Joe Greene · USA                                                                                              | 8,24 m      |
| Tresteg Detaljer...               | Kenny Harrison · USA                                                                       | 18,09 m (OR)  | Jonathan Edwards · Storbritannien                                                                            | 17,88 m     | Yoelbi Quesada · Kuba                                                                                         | 17,44 m     |
| Höjdhopp Detaljer...              | Charles Austin · USA                                                                       | 2,39 m (OR)   | Artur Partyka · Polen                                                                                        | 2,37 m      | Steve Smith · Storbritannien                                                                                  | 2,35 m      |
| Stavhopp Detaljer...              | Jean Galfione · Frankrike                                                                  | 5,92 m        | Igor Trandenkov · Ryssland                                                                                   | 5,92 m      | Andrej Tivonttjik · Tyskland                                                                                  | 5,92 m      |
| Kulstötning Detaljer...           | Randy Barnes · USA                                                                         | 21,62 m       | John Godina · USA                                                                                            | 20,79 m     | Oleksandr Bagatj · Ukraina                                                                                    | 20,75 m     |
| Diskuskastning Detaljer...        | Lars Riedel · Tyskland                                                                     | 69,40 m       | Vladimir Dubrovsjtjik · Vitryssland                                                                          | 66,60 m     | Vasil Kaptsiuch · Vitryssland                                                                                 | 65,80 m     |
| Släggkastning Detaljer...         | Balázs Kiss · Ungern                                                                       | 81,24 m       | Lance Deal · USA                                                                                             | 81,12 m     | Oleksandr Krykun · Ukraina                                                                                    | 80,02 m     |
| Spjutkastning Detaljer...         | Jan Železný · Tjeckien                                                                     | 88,16 m       | Steve Backley · Storbritannien                                                                               | 87,44 m     | Seppo Räty · Finland                                                                                          | 86,98 m     |
| Tiokamp Detaljer...               | Dan O'Brien · USA                                                                          | 8 824 poäng   | Frank Busemann · Tyskland                                                                                    | 8 706 poäng | Tomáš Dvořák · Tjeckien                                                                                       | 8 664 poäng |

* Tävlade i försöken men inte i finalen

### Damer
| Gren                              | Guld                                                                                              | Guld          | Silver                                                                                                  | Silver      | Brons | Brons       |
| 100 meter Detaljer...             | Gail Devers · USA                                                                                 | 10,94         | Merlene Ottey · Jamaica                                                                                 | 10,94       | Gwen Torrence · USA                                                                                               | 10,96       |
| 200 meter Detaljer...             | Marie-José Pérec · Frankrike                                                                      | 22,12         | Merlene Ottey · Jamaica                                                                                 | 22,24       | Mary Onyali · Nigeria                                                                                             | 22,38       |
| 400 meter Detaljer...             | Marie-José Pérec · Frankrike                                                                      | 48,25 (OR)    | Cathy Freeman · Australien                                                                              | 48,63       | Falilat Ogunkoya · Nigeria                                                                                        | 49,10       |
| 800 meter Detaljer...             | Svetlana Masterkova · Ryssland                                                                    | 1.57,73       | Ana Fidelia Quirot · Kuba                                                                               | 1.58,11     | Maria de Lurdes Mutola · Moçambique                                                                               | 1.58,71     |
| 1 500 meter Detaljer...           | Svetlana Masterkova · Ryssland                                                                    | 4.00,83       | Gabriela Szabo · Rumänien                                                                               | 4.01,54     | Theresia Kiesl · Österrike                                                                                        | 4.03,02     |
| 5 000 meter Detaljer...           | Wang Junxia · Kina                                                                                | 14.59,88 (OR) | Pauline Konga · Kenya                                                                                   | 15.03,49    | Roberta Brunet · Italien                                                                                          | 15.07,52    |
| 10 000 meter Detaljer...          | Fernanda Ribeiro · Portugal                                                                       | 31.01,63 (OR) | Wang Junxia · Kina                                                                                      | 31.02,59    | Gete Wami · Etiopien                                                                                              | 31.06,65    |
| Maraton Detaljer...               | Fatuma Roba · Etiopien                                                                            | 2:26.05       | Valentina Jegorova · Ryssland                                                                           | 2:28.05     | Yuko Arimori · Japan                                                                                              | 2:28.39     |
| 100 meter häck Detaljer...        | Ludmila Engquist · Sverige                                                                        | 12,58         | Brigita Bukovec · Slovenien                                                                             | 12,59       | Patricia Girard · Frankrike                                                                                       | 12,65       |
| 400 meter häck Detaljer...        | Deon Hemmings · Jamaica                                                                           | 52,82 (OR)    | Kim Batten · USA                                                                                        | 53,08       | Tonja Buford-Bailey · USA                                                                                         | 53,22       |
| 4 x 100 meter stafett Detaljer... | USA · Chryste Gaines · Gail Devers · Inger Miller · Gwen Torrence · Carlette Guidry*              | 41,95         | Bahamas · Eldece Clarke · Chandra Sturrup · Savatheda Fynes · Pauline Davis-Thompson · Debbie Ferguson* | 42,14       | Jamaica · Michelle Freeman · Juliet Cuthbert · Nicole Mitchell · Merlene Ottey · Gillian Russell* · Andria Lloyd* | 42,24       |
| 4 x 400 meter stafett Detaljer... | USA · Rochelle Stevens · Maicel Malone-Wallace · Kim Graham · Jearl Miles-Clark · Linetta Wilson* | 3.20,91       | Nigeria · Olabisi Afolabi · Fatima Yusuf · Charity Opara · Falilat Ogunkoya                             | 3.21,04     | Tyskland · Uta Rohländer · Linda Kisabaka · Anja Rücker · Grit Breuer                                             | 3.21,14     |
| 10 kilometer gång Detaljer...     | Jelena Nikolajeva · Ryssland                                                                      | 41.49 (OR)    | Elisabetta Perrone · Italien                                                                            | 42.12       | Wang Yan · Kina                                                                                                   | 42.19       |
| Längdhopp Detaljer...             | Chioma Ajunwa · Nigeria                                                                           | 7,12 m        | Fiona May · Italien                                                                                     | 7,02 m      | Jackie Joyner-Kersee · USA                                                                                        | 7,00 m      |
| Tresteg Detaljer...               | Inessa Kravets · Ukraina                                                                          | 15,33 m (OR)  | Inna Lasovskaja · Ryssland                                                                              | 14,98 m     | Šárka Kašpárková · Tjeckien                                                                                       | 14,98 m     |
| Höjdhopp Detaljer...              | Stefka Kostadinova · Bulgarien                                                                    | 2,05 m        | Níki Bakogiánni · Grekland                                                                              | 2,03 m      | Inha Babakova · Ukraina                                                                                           | 2,01 m      |
| Kulstötning Detaljer...           | Astrid Kumbernuss · Tyskland                                                                      | 20,56 m       | Sui Xinmei · Kina                                                                                       | 19,88 m     | Irina Chudorosjkina · Ryssland                                                                                    | 19,35 m     |
| Diskuskastning Detaljer...        | Ilke Wyludda · Tyskland                                                                           | 69,66 m       | Natalja Sadova · Ryssland                                                                               | 66,48 m     | Jelina Zvereva · Vitryssland                                                                                      | 65,64 m     |
| Spjutkastning Detaljer...         | Heli Rantanen · Finland                                                                           | 67,94 m       | Louise McPaul · Australien                                                                              | 65,54 m     | Trine Hattestad · Norge                                                                                           | 64,98 m     |
| Sjukamp Detaljer...               | Ghada Shouaa · Syrien                                                                             | 6 780 poäng   | Natalia Sazanovitj · Vitryssland                                                                        | 6 563 poäng | Denise Lewis · Storbritannien                                                                                     | 6 489 poäng |

* Tävlade i försöken men inte i finalen